# Hierodula xishaensis
Hierodula xishaensis es una especie de mantis de la familia Mantidae.

## Distribución geográfica
Se encuentra en China.